# Flerfärgsstickning
Flerfärgsstickning är ett samlingsnamn för olika tekniker för att sticka mönster i fler än en färg.

## Intarsiastickning
Intarsiastickning eller gobelängstickning används vanligen för att sticka ett större fält i samma färg, och stickaren stickar med en färg åt gången.

## Fair Isle-stickning
Fair Isle-stickning (kallas ibland felaktigt färöstickning på svenska) innebär att man stickar med flera färger, 2 per varv i ränder med mönster där både bakgrundsfärg och inslagsfärg kan skifta. Återkommande mönster är formen oxo. I mitten på en form används ofta en avvikande färg som sticker ut lite och ger liv åt arbetet.

## Mosaikstickning
Mosaikstickning är en teknik som bygger på lyfta maskor, det vill säga alla maskor stickas inte på varje varv. På detta sätt kan färgmönster skapas genom att olika färger används på olika varv.